# Ferdinando (astronomia)
Ferdinando (o Ferdinand) è il satellite naturale più esterno di Urano; la sua scoperta risale al 2001, ad opera di un team composto da Matthew Holman, John Kavelaars, Dan Milisavljevic e Brett Gladman.
Al satellite fu inizialmente attribuita la designazione provvisoria S/2001 U 2; successivamente l'Unione Astronomica Internazionale lo battezzò come Ferdinando, il figlio del re di Napoli nella commedia La tempesta di William Shakespeare.
Si tratta di un piccolo satellite irregolare, dal diametro medio di circa 20 km, con ogni probabilità privo di qualsiasi attività geologica.
Come numerosi altri satelliti esterni di Urano, Ferdinando ruota attorno al pianeta madre in direzione retrograda.